# 蓝果杜鹃
蓝果杜鹃（学名：Rhododendron cyanocarpum）为杜鹃花科杜鹃花属下的一个种。

## 扩展阅读
- 維基物種上的相關：蓝果杜鹃